# Oxid de cupru (II)
Oxidul de cupru (II)  este unul dintre oxizii cuprului. Este un compus anorganic cu formula chimică CuO, constituit dintr-un atom de cupru cu stare de oxidare maximă și unul de oxigen. 

## Properietăți chimice
Este un solid negru cu structură ionică ce se topește la temperaturi mai mari de 1200 °C cu pierdere de oxigen. Se poate obține prin sinteză, prin încălzirea cuprului în aer:
2 Cu + O2 → 2 CuO
deși în acest caz se formează și oxid de cupru (I). Oxidul de cupru (II) de puritate ridicată se poate obține prin încălzirea azotatului de cupru, hidroxidului de cupru sau carbonatului de cupru:
2 Cu(NO3)2 → 2 CuO + 4 NO2 + O2
Cu(OH)2 (s) → CuO (s) + H2O (l)
CuCO3 → CuO + CO2
Oxidul de cupru (II) este un oxid amfoter, și se dizolvă în acizi minerali, printre care se numără acidul clorhidric, acidul sulfuric sau acidul azotic pentru a forma sărurile de cupru (II) respective:
CuO + 2 HNO3 → Cu(NO3)2 + H2O
CuO + 2 HCl → CuCl2 + H2O
CuO + H2SO4 → CuSO4 + H2O
Cu bazele alcaline concentrate, oxidul de cupru (II) reacționează și formează combinații complexe specifice:
2 (Metal)OH + CuO + H2O → X2[Cu(OH)4]
Poate fi redus la cupru metalic folosind hidrogen sau monoxid de carbon:
CuO + H2 → Cu + H2O
CuO + CO → Cu + CO2